# Parenteral
Parenteral és un tipus de via d'entrada de substàncies a l'organisme, per un via alternativa a la digestiva, que s'aplica mitjançant una agulla. Depenent de la profunditat de la punció la via pot ser intramuscular, subcutània, intravenosa, intraespinal, intraarticular, intraòsea, etc.

## Usos
- Administració de medicació.
- Nutrició.
- Serumteràpia.

## Avantatges
- Dosis exactes.
- Biodisponibilitat del 100%.
- Varietat de volums infosos.

## Inconvenients
- Augmenta el risc d'infecció.
- És necessari material específic.
- Requereix entrenament per administrar-ho.
- Dolor.
- Menys capacitat de reacció si hi ha una reacció adversa o s'ha d'interrompre l'administració.